# Зарваница (Тернопольская область)
Зарваница (укр. Зарваниця) — село в Золотниковской сельской общине Тернопольского района Тернопольской области Украины.
До 2020 года входило в Теребовлянский район.
Население по переписи 2017 года составляло 285 человека. Занимает площадь 2,266 км². Почтовый индекс — 48142. Телефонный код — 3551.
Для христиан всего мира Зарваница хорошо известна чудотворной иконой и целебным источником, у которого появлялась Божья Матерь. Сейчас на этом месте построен Зарваницкий духовный центр — комплекс церковных сооружений с Собором Зарваницкой Матери Божьей, принадлежащих Украинской Грекокатолической церкви.

## География
На северо-востоке от Зарваницы расположено село Вишневчик, на северо-западе — Котузов, на юго-западе — Гниловоды, на юге — Сапова. Расстояние до Тернополя — 50 км.

## Религия
Украинская Грекокатолическая Церковь
- Церковь Пресвятой Троицы
- Зарваницкий духовный центр[укр.]
- Чудотворная икона Божьей Матери Зарваницкой[укр.]

### Паломничество
К 3арваницкому духовному центру осуществляется ежегодное международное пешее паломничество семей мигрантов из Самбора. Пеший ход длится около 10 дней. Также существуют множество других паломничеств к 3арваницкому духовному центру.